# Paraprenanthes
 Paraprenanthes  Chang ex C.Shih, 1988 è un genere di piante angiosperme dicotiledoni della famiglia delle Asteraceae.

## Etimologia
Il nome scientifico del genere è stato definito per la prima volta dai botanici Chang e Chu Shih (1934-2005) nella pubblicazione " Acta Phytotaxonomica Sinica. [Chih su fen lei hsüeh pao.]. Beijing" ( Acta Phytotax. Sin. 26(6): 418) del 1988.

## Descrizione
Habitus. Queste piante sono caratterizzate da specie con cicli biologici annuali o perenni e portamenti erbacei con habitat in prevalenza montani.  Alcune specie sono aromatiche. Negli organi interni sono presenti dei canali laticiferi.
Fusto. I fusti sono solitari, eretti e ascendenti; in alcune specie nella parte apicale sono presenti delle ghiandole. I fusti sono inoltre fogliosi (frondosi) all'apice. Le radici in genere sono di tipo fittonante.
Foglie.  Le foglie possono essere sia basali che cauline e sono disposte lungo il fusto in modo alterno; sono sessili o picciolate. Le lamine hanno delle forme pennato-lobate o (raramente) indivise.
Infiorescenza. Le infiorescenze sono composte da capolini con peduncoli capillari e pendenti all'antesi. I capolini, solamente di tipo radiato (ligulifloro), sono formati da un involucro strettamente cilindrico composto da brattee (o squame) all'interno delle quali un ricettacolo fa da base ai fiori ligulati. Le brattee, glabre e con forme da lineari a lanceolate-lineari, sono diverse e disposte su 2 - 3 serie regolarmente spiralate e embricate; il colore è verde con sfumature rosso-porpora chiaro. Il ricettacolo è nudo (senza pagliette).
Fiori. I fiori (4 - 15 per capolino) sono tetra-ciclici (ossia sono presenti 4 verticilli: calice – corolla – androceo – gineceo) e pentameri (ogni verticillo ha in genere 5 elementi). I fiori sono inoltre ermafroditi e zigomorfi.
- Formula fiorale:

*/x K {\displaystyle \infty }, [C (5), A (5)], G 2 (infero), achenio
- Calice: i sepali del calice sono ridotti ad una coroncina di squame.
- Corolla: le corolle sono formate da una ligula terminante con 5 denti; il colore varia da rossastro a viola o porpora; la superficie può essere sia pubescente che glabra.
- Androceo: gli stami sono 5 con filamenti liberi e distinti, mentre le antere sono saldate in un manicotto (o tubo) circondante lo stilo.[12] Le antere sono caudate e alla base sono acute. Il polline è tricolporato.[13]
- Gineceo: lo stilo è filiforme. Gli stigmi dello stilo sono due divergenti e ricurvi con la superficie stigmatica posizionata internamente (vicino alla base).[14] L'ovario è infero uniloculare formato da 2 carpelli.

Frutti. I frutti sono degli acheni con pappo. L'achenio è un cilindro poco compresso con alcune strette coste (laterali, mediane e ventrali). Gli acheni sono neri (o bruno nerastro) e privi di un becco (o molto corto). Il carpoforo è a forma d'imbuto. Il pappo è peloso per peli semplici, capillari e scabri.

## Biologia
- Impollinazione: l'impollinazione avviene tramite insetti (impollinazione entomogama tramite farfalle diurne e notturne).
- Riproduzione: la fecondazione avviene fondamentalmente tramite l'impollinazione dei fiori (vedi sopra).
- Dispersione: i semi (gli acheni) cadendo a terra sono successivamente dispersi soprattutto da insetti tipo formiche (disseminazione mirmecoria). In questo tipo di piante avviene anche un altro tipo di dispersione: zoocoria. Infatti gli uncini delle brattee dell'involucro si agganciano ai peli degli animali di passaggio disperdendo così anche su lunghe distanze i semi della pianta.

## Distribuzione e habitat
Le specie di questo gruppo si trovano in Indocina, Cina e Giappone.

## Tassonomia
La famiglia di appartenenza di questa voce (Asteraceae o Compositae, nomen conservandum) probabilmente originaria del Sud America, è la più numerosa del mondo vegetale, comprende oltre 23.000 specie distribuite su 1.535 generi, oppure 22.750 specie e 1.530 generi secondo altre fonti (una delle checklist più aggiornata elenca fino a 1.679 generi). La famiglia attualmente (2021) è divisa in 16 sottofamiglie.

### Filogenesi
Il genere di questa voce appartiene alla sottotribù Lactucinae della tribù Cichorieae (unica tribù della sottofamiglia Cichorioideae). In base ai dati filogenetici la sottofamiglia Cichorioideae è il terz'ultimo gruppo che si è separato dal nucleo delle Asteraceae (gli ultimi due sono Corymbioideae e Asteroideae). La sottotribù Lactucinae fa parte del "quarto" clade della tribù; in questo clade è in posizione "basale" vicina alla sottotribù Hyoseridinae.
I caratteri più distintivi per questa sottotribù (e quindi per i suoi generi) sono:
- gli acheni spesso sono compressi con una quindicina di costolature;
- alla base gli acheni sono inseriti in un piccolo e liscio anello (carpoforo);
- il pappo ha una struttura omogenea;
- l'origine delle specie è prevalentemente del Vecchio Mondo (Mediterraneo e Himalaya).

La struttura filogenetica della sottotribù è ancora in fase di studio e completamento. Provvisoriamente è stata suddivisa in 10 lignaggi. Il genere di questa voce appartiene al "Paraprenanthes lineage" caratterizzato quasi totalmente da specie endemiche della Cina. Questo clade è molto vicino al "Notoseris lineage" e insieme ai lignaggi Lactuca e Melanoseris occupa, nella filogenesi della sottotribù, una posizione politomica (questa politomia rappresenta il "core" della sottotribù). La filogenesi del genere è incerta in quanto in alcune analisi molecolari dimostrano che Paraprenanthes è nidificato all'interno del genere Notoseris. Paraprenanthes è uno degli ultimi gruppi che si è diversificato verso i 6,3 milioni di anni fa.
I caratteri distintivi per le specie di questo genere sono:
- alcune erbe sono aromatiche;
- l'achenio è un cilindro poco (o nulla) compresso con alcune strette coste tutte uguali.

Il numero cromosomico della specie è: 2n = 18.

### Elenco delle specie
Questo genere ha 16 specie:
- Paraprenanthes auriculiformis C.Shih
- Paraprenanthes diversifolia  (Vaniot) N.Kilian
- Paraprenanthes dolichophylla  (C.Shih) N.Kilian & Ze H.Wang
- Paraprenanthes glandulosissima  (C.C.Chang) C.Shih
- Paraprenanthes heptantha  C.Shih & D.J.Liu
- Paraprenanthes longiloba  Ling & C.Shih
- Paraprenanthes melanantha  (Franch.) Ze H.Wang
- Paraprenanthes multiformis  C.Shih
- Paraprenanthes oligolepis  (C.C.Chang ex C.Shih) Ze H.Wang
- Paraprenanthes polypodifolia  (Franch.) C.C.Chang ex C.Shih
- Paraprenanthes prenanthoides  (Hemsl.) C.Shih
- Paraprenanthes sororia  (Miq.) C.Shih
- Paraprenanthes triflora  (C.C.Chang & C.Shih) Ze H.Wang & N.Kilian
- Paraprenanthes umbrosa  (Dunn) Sennikov
- Paraprenanthes wilsonii  (C.C.Chang) Ze H.Wang
- Paraprenanthes yunnanensis  (Franch.) C.Shih